# Sexy MF
Singles de Prince & the New Power Generation
Money Don't Matter 2 Night
(1992) My Name Is Prince
(1992)
Sexy MF est une chanson de Prince et du groupe New Power Generation issue de l'album Love Symbol Album et publiée en tant que premier single de cet album le 30 juin 1992. La Face-B du single s'intitule Strollin'  et est tirée du précédent album, Diamonds and Pearls.
La version CD britannique comporte un troisième titre, Daddy Pop, également extraite de l'album Diamonds and Pearls. La chanson (intitulée après la ligne You sexy motherfucker) causa quelques polémiques, notamment à cause de son clip qui fut interdit par les principales chaînes de diffusion. Une version rééditée intitulée Sexy Mutha, fut réalisée pour la radio et pour le clip vidéo, en tant que version propre pour l'album aux États-Unis.
Les solos musicaux sont exécutés par Levi Seacer, Jr. à la guitare, Tommy Barbarella à l'orgue ainsi que Brian Gallagher au saxophone. La musique et la plupart des paroles ont été composées par Prince, Seacer a apporté avec les chœurs le titre de la chanson. Quant au rap du titre, il a été écrit par Tony Mosley.

## Composition du groupe NPG
- Prince - chants
- Levi Seacer, Jr. - guitare, chœurs
- Sonny Thompson - basse, chœurs
- Michael Bland - batterie
- Tony Mosley - rap

## Charts
| Pays             | Chart                 | Meilleure position | Nombre de semaines | Réf    |
| ---------------- | --------------------- | ------------------ | ------------------ | ------ |
| Allemagne        | Media Control Charts  | 11                 | 17                 | [ 4 ]  |
| Australie        | ARIA Charts           | 5                  | 9                  | [ 5 ]  |
| Autriche         | Ö3 Austria Top 40     | 6                  | 12                 | [ 6 ]  |
| Belgique         | Ultratop 50           | 10                 | 10                 | [ 7 ]  |
| États-Unis       | Hot R&B/Hip-Hop Songs | 76                 | 7                  | [ 8 ]  |
| France           | SNEP                  | 19                 | 10                 | [ 9 ]  |
| Norvège          | VG-lista              | 5                  | 7                  | [ 10 ] |
| Nouvelle-Zélande | RIANZ                 | 6                  | 10                 | [ 11 ] |
| Royaume-Uni      | UK Singles Chart      | 4                  | 7                  | [ 12 ] |
| Suède            | Sverigetopplistan     | 13                 | 4                  | [ 13 ] |
| Suisse           | Swiss Music Charts    | 8                  | 17                 | [ 14 ] |